# Piątki (Nidzica)
Piątki (deutsch Piontken, 1932 bis 1945 Freidorf) ist ein Dorf in der polnischen Woiwodschaft Ermland-Masuren. Es gehört zur Gmina Nidzica (Stadt- und Landgemeinde Neidenburg) im Powiat Nidzicki (Kreis Neidenburg).

## Geographische Lage
Piątki liegt im Südwesten der Woiwodschaft Ermland-Masuren, zwei Kilometer südwestlich der Kreisstadt Nidzica (deutsch Neidenburg).

## Geschichte
Als Freitagsdorf wurde das nach 1498 Piuntki und nach 1574 Piontken genannte kleine Dorf im Jahre 1498 gegründet. 1874 wurde es in den neu errichteten Amtsbezirk Saberau (polnisch Zaborowo) im ostpreußischen Kreis Neidenburg aufgenommen. 1910 zählte Piontken 175 Einwohner.
Aufgrund der Bestimmungen des Versailler Vertrags stimmte die Bevölkerung in den Volksabstimmungen in Ost- und Westpreußen am 11. Juli 1920 über die weitere staatliche Zugehörigkeit zu Ostpreußen (und damit zu Deutschland) oder den Anschluss an Polen ab. In Piontken stimmten 62 Einwohner für den Verbleib bei Ostpreußen, auf Polen entfielen drei Stimmen.
Am 23. November 1932 wurde Piontken in „Freidorf“ umbenannt. Die Zahl der Einwohner belief sich 1933 auf 150 und 1939 auf 171.
Als 1945 in Kriegsfolge das gesamte südliche Ostpreußen an Polen überstellt wurde, war auch Freidorf davon betroffen. Es erhielt die polnische Namensform „Piątki“ und ist heute als Sitz eines Schulzenamts (polnisch Sołectwo) eine Ortschaft im Verbund der Gmina Nidzica (Stadt- und Landgemeinde Neidenburg) im Powiat Nidzicki (Kreis Neidenburg), bis 1998 der Woiwodschaft Olsztyn, seither der Woiwodschaft Ermland-Masuren zugehörig. Bei der Wohnungs- und Volkszählung 2011 waren in Piątki 347 Einwohner gemeldet.

## Kirche
Bis 1945 war Piontken resp. Freidorf in die evangelische Pfarrkirche Neidenburg in der Kirchenprovinz Ostpreußen der Kirche der Altpreußischen Union, außerdem in die römisch-katholische Pfarrkirche Neidenburg im Bistum Ermland eingegliedert.
Heute gehört Piątki kirchlicherseits weiterhin zu der nun Nidzia genannten Kreisstadt: zur evangelischen Heilig-Kreuz-Kirche in der Diözese Masuren der Evangelisch-Augsburgischen Kirche in Polen sowie zur römisch-katholischen Kirche Mariä Empfängnis und St. Adalbert im Erzbistum Ermland.

## Verkehr
Piątki liegt an einer Nebenstraße, die von Nidzica (Neidenburg) über Olszewo (Groß Olschau, 1935 bis 1945 Olschau) und Pielgrzymowo (Pilgramsdorf) nach Kozłowo ((Groß) Koslau, 1938 bis 1945 Großkosel) führt.
Die nächste Bahnstation ist Nidzica an der Bahnstrecke Działdowo–Olsztyn (deutsch Soldau–Allenstein).